# MGM-1飛彈
MGM-1飛彈，暱稱鬥牛士（Matador），是美國第一種自行研制的地對地巡弋飛彈。它的開發從共和-福特JB-2（V-1飞弹的複製改良版本）飛彈的經驗作出改進，裝上無線電導航系統藉以校正航線，提升攻擊精準度。並使用渦輪噴射發動機替換效率較差的脉冲式喷气发动机。
鬥牛士飛彈在1949年首次試射，1952年開始服役，1962年退役。服役初期美国空军将其定义为轰炸机，赋予了B-61之編號。后改为TM-61（TM为Tactical Missile，战术导弹之意），1963年在美国国防部落實1963年美国三军导弹及无人机命名系统，再度改為MGM-1，共生產約1,200枚。

## 研制和装备
早於二次世界大戰末期的1944年，美國便基於V-1火箭的基礎上，以逆向工程方式生產出過千枚共和-福特JB-2，準備用於後來因日本投降而取消的沒落行動。
二次世界大戰結束後，美國軍方開始研究如何將核子彈安裝在飛彈上，JB-2評估後發現尺寸太小無法使用，因此工程師們開始研發使用噴射發動機作為動力來源的新型飛彈，最初該計畫代號為MX-711。XM-711由馬丁公司得到180萬美元的委託承包開發經費，代號XSSM-A-1。1949年1月20日，XSSM-A-1在在白沙导弹靶场進行了第一次試射。由於發展過程中的延誤與困難，鬥牛士飛彈計畫在該年年尾幾乎取消。
不過，1950年爆發韓戰，讓美國軍方決定繼續發展。在1951年美國空軍和馬丁公司重新簽約增加開發預算，並授予其B-61編號，並計畫在1951年底進行作戰評估，1953開始量產服役。
1953年9月最初的两枚B-61导弹交付给佛罗里达州艾格林空军基地的6555导弹中队进行适用性测试，但由于仪器和一些检查使得寒冷天气测试被推迟到了11月。在 1953年末第一个中队的斗牛士导弹已经部署完毕，但直到1954年，装备了W5核弹头的B-61A才正式于柏林比特堡空军基地驻扎的第1无人轰炸机中队中服役。斗牛士导弹可使用2000磅的常规弹头，但是没有资料表明这种弹头有被使用过。在50年代末，所有的斗牛士导弹都已经搭载了核弹头。
最后的斗牛士导弹于1962年退役，总共生产了1200枚。在服役期间，斗牛士导弹有被部署在西德的比特堡空军基地，臺湾臺南、清泉崗空軍基地以及韩国境内多处，以應付來自東德、中國和北韓的威脅。导弹的维护培训则在科罗拉多州丹佛的格伦·L·马丁公司工厂和劳里空军基地进行，发射训练则在佛罗里达州的奥兰多空军基地（后由海军管理，改名为奥兰多海军训练中心）和卡纳维拉尔角空军基地进行。

## 制导系统
斗牛士导弹通过弹上的无线电系统与岸基的AN/MSQ-1雷达站通信进行制导。这种制导系统因其直线通信受制于地球曲率，有效距离最大只有400 km（250 mi），并且这种无线电通信还很容易被敌方干扰。在理论上，导弹可以在飞行过程中交由中继站制导，但在实际操作中甚少成功，而服役的导弹没有采用类似的手段。
1954年，美国空军开始在TM-61C型上装备新式的Shanicle(Short Range Navigation Vehicle)制导系统,1957年投入使用。它使用了一个陆基微波发射器，为弹上控制系统提供导航所需的距离和方位角信息。利用此系统全程制导成为了可能，制导最大距离大约为1000公里（620英里）。 据传Shanicle系统非常之精确，有早期在北美洲的一次训练中，一枚导弹飞进了之前一颗导弹爆炸产生的坑中的传说。无论事实如何，Shanicle很快就在正式装备的导弹中停止了使用。在50年代后期，所有导弹都使用的是AN/MSQ-1陆基导航系统。
TM-61C型外观一个独特的特点是在后部弹体，引擎喷口上方的一个突起，被使用该型号导弹的士兵们称为“狗屋”。这个突起是为了容纳Shanicle导航系统而增加的，在Shanicle被移除后仍保留了下来。“狗屋“没有任何的可活动部件，在TM-61C和TM-76A上作为一个空气动力学组件，避免导弹在最终段俯冲时可能出现的轨迹抖动。正式服役的斗牛士导弹是铬绿色，而“狗屋”组件常和弹翼和尾翼组件一样，保持为未被涂装的铝外壳。

## 发射单位

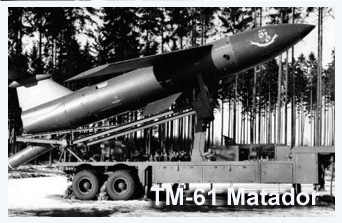
在西德地区部署的导弹发射车

一个斗牛士导弹的发射组包括十一名成员。一名发射军官，通常由中尉(O-2)或者新晋上尉(O-3)担任；一名上士(E-6)担任主任技师，两名弹头技师，两名飞控系统技师，两名导航系统技师，两名空气动力和引擎技师——其中一人兼任起重机操作员另一人操作发射车，还有一名助推火箭技师。 由于斗牛士导弹至少在理论上是“可机动的”，所有的发射设备都被装置在了卡车和拖车上。于是大多数发射组的成员都被训练驾驶，用以在机动时驾驶车辆。除了主任技师外的组员往往是第一个服役期的一等兵(E-3)或二等兵(E-2)，但有时也有多个服役期的中士(E-5)甚至是上士(E-6)担任这些职务。此外，还有数量相当的制导控制人员和导弹，导航设备和车辆的维护人员。由于后勤人员的书目过多，一个拥有五个发射组的机动斗牛士导弹中队成员会变得过于庞大。于是，发射中队很快就在固定的发射地点值勤，而放弃了机动发射的想法。
一枚斗牛士导弹需要相当多的车辆进行机动和后勤支持。导弹移除弹翼后，通过一个半挂车进行运输、一辆40英尺（12）长，重达30,000英磅（14,000）的 发射车，还有目标选择车、弹头储存车、一台60千瓦的柴油发电机、一辆拖车、一个液压单元、一个移动式Blockhouse以及一台装置于卡车上的液压起重机。发射组配备了数辆2.5吨和5吨卡车用于牵引这些发射架，运输车和发电机组等。在某些中队，每个发射组还有一辆大型拖车，用来储存武器弹药和补给。
一个典型的导弹发射阵位有一个活动的，或“热”位，这里的导弹是被保持在随时准备发射的状态的。这里通常有当值的发射人员值守。根据发射手册，“热”位导弹 的发射需要15分钟，但是熟练的发射组可以在6分钟多就完成发射前的最后准备工作。通常还会有一个后备位，有一枚准备状态相对较低的导弹，这里由待命的组员值守，一般可以在20到30分钟之内完成最后发射准备。如果有第三个发射位的话，那里可能并没有待命中的导弹，如果未值勤的发射组能及时赶到的话，他们可能能够将导弹组装好并完成发射准备工作。但由于所有的发射阵位离潜在敌人都只有数分钟的飞行距离，第三枚导弹能发射出去的可能性并不大，尽管如此，无论是值班还是后备的发射组，都会进行种种操练，以期减少发射前的准备时间。
斗牛士导弹的飞行剖面是非常简单和容易预测的。当发射军官按下发射按钮后，火箭助推器点火，在2.5秒内将导弹加速到每小时250英里。之后，助推器脱落，导弹继续以预设的航向和爬升率前行，直到被制导组的设备截获。斗牛士导弹无法进行高度和速度控制，只能以最大速度飞行，直到燃料耗尽，达到最大高度。到距离目标约10公里时，制导组发出一个“dump”的信号，使导弹弹鼻下沉，进入“终端俯冲”过程。俯冲过程近似垂直，直到导弹达到了无线电高度计预设的引爆高度然后引爆弹头，若无线电高度计失效，则使用后备的气压高度计；若气压高度计亦失效的话，则使用弹上的撞击引信。
以现在的标准看来，斗牛士导弹并不是一种精确的武器，导弹落入目标1千米范围之内都被判定为“命中”。尽管这种导弹被分类为一种”战术“武器，但它实际上并没有攻击点目标的能力，所以其目标只可能为一些都市附近的大型军事设施，如飞机场。导弹的真实目标是高度保密的，只有发射组中的制导军官掌握着目标信息。

## 型号
- MX-771: 美国空军最初的项目编号。
- SSM-A-1: 早期对实际导弹的预编号，在第一枚导弹完成前就被废弃。
- XSSM-A-1: 气动框架开发用原型弹的编号。
- YSSM-A-1: 导航系统开发用原型弹的编号。
- B-61: 正式服役型号的编号，用于接替SSM-A-1。这个编号将斗牛士导弹定义为一种无人轰炸机。
- XB-61: 重新编号后的XSSM-A-1。
- YB-61: 重新编号后的YSSM-A-1。
- B-61A: 斗牛士导弹的首个生产型。XB-61的YB-61之间的主要差别就是翼型的变化，从中单翼变成了上单翼。
- TM-61A: 美国空军定义斗牛士导弹为战术导弹而不是一种无人轰炸机后，而得到重新编号的B-61A。
- TM-61B: TM-61A的重大改进型，最终发展为TM-76钉头锤导弹。
- TM-61C: TM-61A改进型的编号，当时TM-61B已经进入开发阶段。
- MGM-1C: 1963年，为满足美国空军使用的新飞行器和导弹命名标准，重命名后的TM-61C。只有TM-61C得到了MGM-1的编号，因此时TM-61A 已全面除役，而TM-61B被重命名为了TM-76“钉头锤”，并最终的到了MGM-13的编号。

## 使用方
美国: 美国空军
- 第38战术导弹联队
  - 第1无人轰炸机中队
  - 第2无人轰炸机中队
  - 第69战术导弹中队
- 第58战术导弹大队
  - 第11战术导弹中队
  - 第71战术导弹中队

 德国: 德國聯邦國防軍

## 存世
以下是一些存世斗牛士导弹所在博物馆的列表：

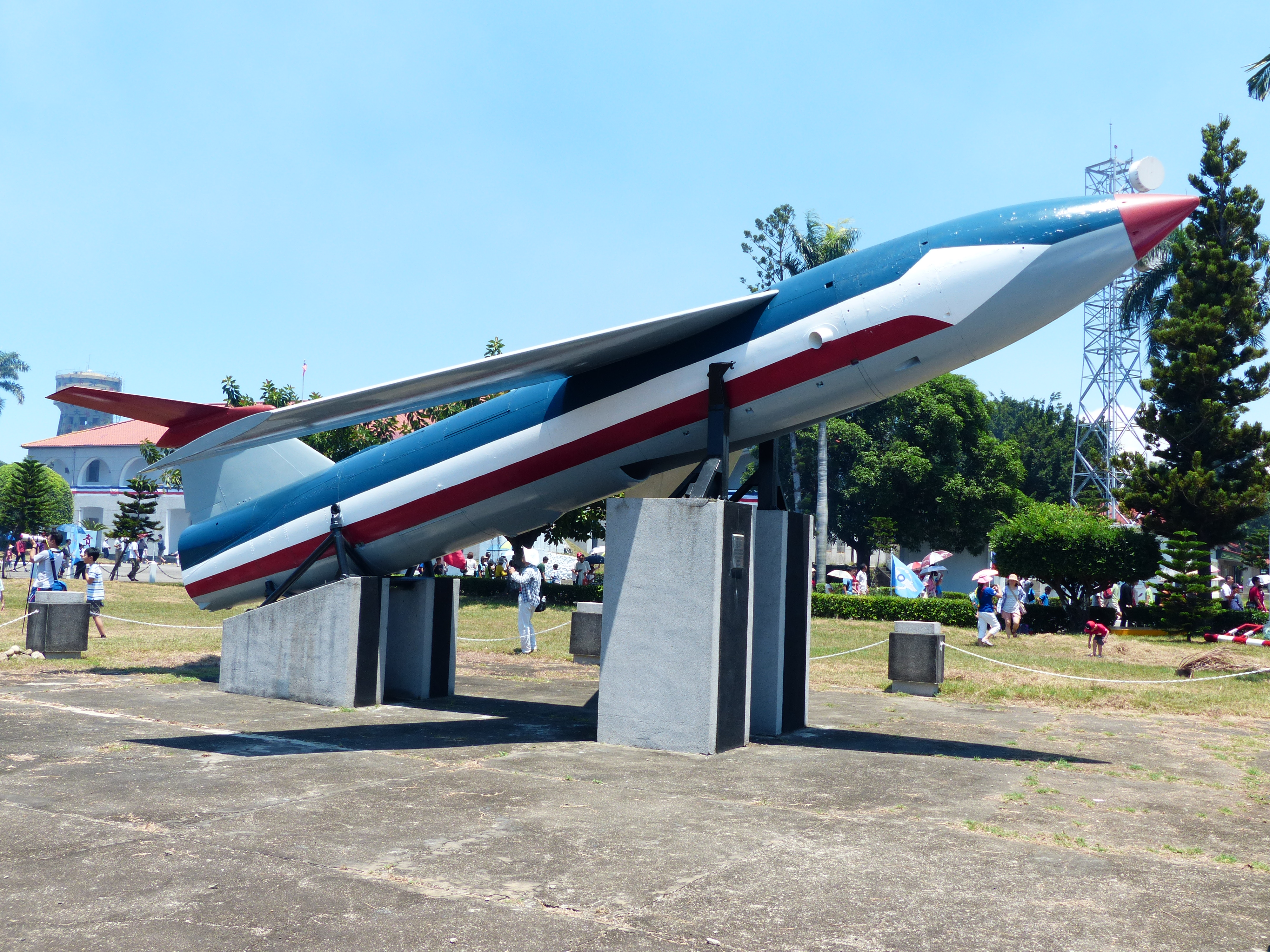
臺灣臺南市空軍臺南基地展示的MGM-1C鬥牛士地對地巡航飛彈。

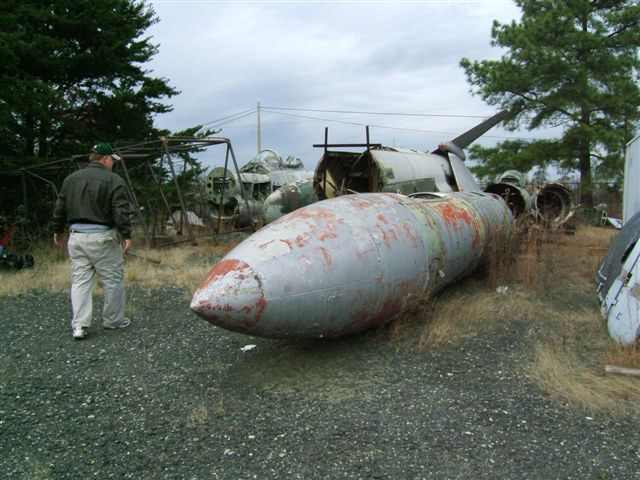
位于北卡罗莱纳州夏洛特卡罗莱纳航空博物馆的一枚未被修复的斗牛士导弹。

- 佛罗里达州卡纳维拉尔角空军基地的空军航天&导弹博物馆。
- 北卡罗莱纳州夏洛特卡罗莱纳航空博物馆。
- 乔治亚州罗宾斯空军基地航空博物馆，编号为#52-1891的一枚TM-61A[2]
- 美国国家航空航天博物馆，杜勒斯国际机场。
- 俄亥俄州戴顿，美国国家空军博物馆。
- 德国Wüschheim，前第38战斗支援联队旧址的一枚作为纪念碑的斗牛士导弹。
- 德国柏林，德国国防军航空博物馆。
- 新墨西哥州奥尔巴尼市，国家核科学历史博物馆[3]。
- 北卡罗莱纳州Pikeville附近一教堂停车场内，编号为#56-1955的一枚TM-61C[4]。
- 臺灣臺南市南區，空軍臺南基地。

## 性能诸元 (MGM-1C)
基本信息
- 长度： 12.06米 (39英尺7英寸)
- 直径： 1.37米 (4英尺6英寸)
- 翼展：: 8.71米 (28英尺7英寸)
- 发射重量： 5,400公斤 (12,000磅)

引擎
- 助推器： Aerojet General固体火箭
  - 推力： 52,000 lbf (240,000 kN)
- 巡航发动机： 1×艾利逊J33-A-37涡轮喷气发动机
  - 推力： 4,300lbf (20千牛)

系统性能
- 巡航速度： 0.9马赫 (646 mph, 1,040 km/h)
- 最大高度： 43,000 ft (11,000米)

战斗部
- 弹头： W5核弹头 (核當量為4萬噸TNT)